# Formalisme postnewtonià parametritzat
En física, precisament en l'estudi de la teoria de la relativitat general i moltes alternatives a aquesta, el formalisme postnewtonià és una eina de càlcul que expressa les equacions de la gravetat (no lineals) d'Einstein en termes de les desviacions d'ordre més baix de la llei de la gravitació universal de Newton. Això permet fer aproximacions a les equacions d'Einstein en el cas de camps febles. Es poden afegir termes d'ordre superior per augmentar la precisió, però per a camps forts, pot ser preferible resoldre les equacions completes numèricament. Algunes d'aquestes aproximacions postnewtonianes són expansions en un paràmetre petit, que és la relació entre la velocitat de la matèria que forma el camp gravitatori i la velocitat de la llum, que en aquest cas s'anomena millor velocitat de la gravetat. En el límit, quan la velocitat fonamental de la gravetat esdevé infinita, l'expansió postnewtoniana es redueix a la llei de la gravetat de Newton.
El formalisme postnewtonià parametritzat o formalisme PPN és una versió d'aquesta formulació que detalla explícitament els paràmetres en què una teoria general de la gravetat pot diferir de la gravetat newtoniana. S'utilitza com a eina per comparar la gravetat newtoniana i einsteiniana en el límit en què el camp gravitatori és feble i generat per objectes que es mouen lentament en comparació amb la velocitat de la llum. En general, el formalisme PPN es pot aplicar a totes les teories mètriques de la gravitació en què tots els cossos satisfan el principi d'equivalència d'Einstein (EEP). La velocitat de la llum roman constant en el formalisme PPN i assumeix que el tensor mètric és sempre simètric.

## Història
Les primeres parametritzacions de l'aproximació postnewtoniana van ser realitzades per Sir Arthur Stanley Eddington el 1922. Tanmateix, només tractaven el camp gravitatori del buit fora d'un cos esfèric aïllat. Ken Nordtvedt (1968, 1969) va ampliar això per incloure set paràmetres en articles publicats el 1968 i el 1969. Clifford Martin Will va introduir una descripció de la matèria contínua i estressada dels cossos celestes el 1971.
Les versions descrites aquí es basen en Wei-Tou Ni (1972), Will i Nordtvedt (1972), Charles W. Misner et al. (1973) (vegeu Gravitation (llibre) ) i Will (1981, 1993) i tenen deu paràmetres.

## Notació beta-delta
Deu paràmetres postnewtonians caracteritzen completament el comportament de camp feble de la teoria. El formalisme ha estat una eina valuosa en les proves de la relativitat general. En la notació de Will (1971), Ni (1972) i Misner et al. (1973) tenen els valors següents:
| {\displaystyle \gamma }     | Quanta curvatura espacial {\displaystyle g_{ij}} es produeix per la unitat de massa en repòs?                                     |
| {\displaystyle \beta }      | Quanta no linealitat hi ha a la llei de superposició per a la gravetat {\displaystyle g_{00}}?                                    |
| {\displaystyle \beta _{1}}  | Quanta gravetat es produeix per la unitat d'energia cinètica {\displaystyle \textstyle {\frac {1}{2}}\rho _{0}v^{2}}?             |
| {\displaystyle \beta _{2}}  | Quanta gravetat es produeix per la unitat d'energia potencial gravitatòria {\displaystyle \rho _{0}/U}?                           |
| {\displaystyle \beta _{3}}  | Quanta gravetat es produeix per la unitat d'energia interna {\displaystyle \rho _{0}\Pi }?                                        |
| {\displaystyle \beta _{4}}  | Quanta gravetat es produeix per la unitat de pressió {\displaystyle p}?                                                           |
| {\displaystyle \zeta }      | Diferència entre la tensió radial i transversal sobre la gravetat                                                                 |
| {\displaystyle \eta }       | Diferència entre la tensió radial i transversal sobre la gravetat                                                                 |
| {\displaystyle \Delta _{1}} | Quant d'arrossegament dels marcs inercials {\displaystyle g_{0j}} es produeix per la unitat de moment {\displaystyle \rho _{0}v}? |
| {\displaystyle \Delta _{2}} | Diferència entre el moment radial i transversal sobre l'arrossegament dels marcs inercials                                        |

{\displaystyle g_{\mu \nu }} és el tensor mètric simètric de 4 per 4 amb índexs {\displaystyle \mu } i {\displaystyle \nu } passant de 0 a 3. A continuació, un índex de 0 indicarà la direcció del temps i els índexs {\displaystyle i} i {\displaystyle j} (anant de l'1 al 3) indicarà direccions espacials.
En la teoria d'Einstein, els valors d'aquests paràmetres es trien (1) per ajustar-se a la llei de la gravetat de Newton en el límit de velocitats i massa que s'aproxima a zero, (2) per garantir la conservació de l'energia, la massa, el moment i el moment angular, i (3) per fer que les equacions siguin independents del marc de referència. En aquesta notació, la relativitat general té paràmetres PPN {\displaystyle \gamma =\beta =\beta _{1}=\beta _{2}=\beta _{3}=\beta _{4}=\Delta _{1}=\Delta _{2}=1} i {\displaystyle \zeta =\eta =0.}

## Notació alfa-zeta
En la notació més recent de Will i Nordtvedt (1972) i Will (1981, 1993, 2006) s'utilitza un conjunt diferent de deu paràmetres PPN.
{\displaystyle \gamma =\gamma }
{\displaystyle \beta =\beta }
{\displaystyle \alpha _{1}=7\Delta _{1}+\Delta _{2}-4\gamma -4}
{\displaystyle \alpha _{2}=\Delta _{2}+\zeta -1}
{\displaystyle \alpha _{3}=4\beta _{1}-2\gamma -2-\zeta }
{\displaystyle \zeta _{1}=\zeta }
{\displaystyle \zeta _{2}=2\beta +2\beta _{2}-3\gamma -1}
{\displaystyle \zeta _{3}=\beta _{3}-1}
{\displaystyle \zeta _{4}=\beta _{4}-\gamma }
{\displaystyle \xi } es calcula a partir de {\displaystyle 3\eta =12\beta -3\gamma -9+10\xi -3\alpha _{1}+2\alpha _{2}-2\zeta _{1}-\zeta _{2}}
El significat d'aquests és que {\displaystyle \alpha _{1}}, {\displaystyle \alpha _{2}} i {\displaystyle \alpha _{3}} mesurar l'abast dels efectes del marc preferit. {\displaystyle \zeta _{1}} , {\displaystyle \zeta _{2}}, {\displaystyle \zeta _{3}}, {\displaystyle \zeta _{4}} i {\displaystyle \alpha _{3}} mesurar el fracàs de la conservació de l'energia, la quantitat de moviment i el moment angular.
En aquesta notació, la relativitat general té paràmetres PPN
{\displaystyle \gamma =\beta =1} i {\displaystyle \alpha _{1}=\alpha _{2}=\alpha _{3}=\zeta _{1}=\zeta _{2}=\zeta _{3}=\zeta _{4}=\xi =0}
La relació matemàtica entre la mètrica, els potencials mètrics i els paràmetres PPN per a aquesta notació és:
{\displaystyle {\begin{matrix}g_{00}=-1+2U-2\beta U^{2}-2\xi \Phi _{W}+(2\gamma +2+\alpha _{3}+\zeta _{1}-2\xi )\Phi _{1}+2(3\gamma -2\beta +1+\zeta _{2}+\xi )\Phi _{2}\\\ +2(1+\zeta _{3})\Phi _{3}+2(3\gamma +3\zeta _{4}-2\xi )\Phi _{4}-(\zeta _{1}-2\xi )A-(\alpha _{1}-\alpha _{2}-\alpha _{3})w^{2}U\\\ -\alpha _{2}w^{i}w^{j}U_{ij}+(2\alpha _{3}-\alpha _{1})w^{i}V_{i}+O(\epsilon ^{3})\end{matrix}}}
{\displaystyle g_{0i}=-\textstyle {\frac {1}{2}}(4\gamma +3+\alpha _{1}-\alpha _{2}+\zeta _{1}-2\xi )V_{i}-\textstyle {\frac {1}{2}}(1+\alpha _{2}-\zeta _{1}+2\xi )W_{i}-\textstyle {\frac {1}{2}}(\alpha _{1}-2\alpha _{2})w^{i}U-\alpha _{2}w^{j}U_{ij}+O(\epsilon ^{\frac {5}{2}})}
{\displaystyle g_{ij}=(1+2\gamma U)\delta _{ij}+O(\epsilon ^{2})}
on es sumen els índexs repetits. {\displaystyle \epsilon } és de l'ordre de potencials com ara {\displaystyle U}, la magnitud quadrada de les velocitats coordenades de la matèria, etc. {\displaystyle w^{i}} és el vector velocitat del sistema de coordenades PPN respecte al sistema de referència mitjà en repòs de l'univers. {\displaystyle w^{2}=\delta _{ij}w^{i}w^{j}} és la magnitud quadrada d'aquesta velocitat. {\displaystyle \delta _{ij}=1} si i només si {\displaystyle i=j}, {\displaystyle 0} altrament.
Hi ha deu potencials mètrics, {\displaystyle U}, {\displaystyle U_{ij}}, {\displaystyle \Phi _{W}}, {\displaystyle A}, {\displaystyle \Phi _{1}}, {\displaystyle \Phi _{2}}, {\displaystyle \Phi _{3}}, {\displaystyle \Phi _{4}}, {\displaystyle V_{i}} i {\displaystyle W_{i}}, un per a cada paràmetre PPN per garantir una solució única. 10 equacions lineals amb 10 incògnites es resolen invertint una matriu de 10 per 10. Aquests potencials mètrics tenen formes com ara:
{\displaystyle U(\mathbf {x} ,t)=\int {\rho (\mathbf {x} ',t) \over |\mathbf {x} -\mathbf {x} '|}d^{3}x'}
que és simplement una altra manera d'escriure el potencial gravitatori newtonià,
{\displaystyle U_{ij}=\int {\rho (\mathbf {x} ',t)(x-x')_{i}(x-x')_{j} \over |\mathbf {x} -\mathbf {x} '|^{3}}d^{3}x'}
{\displaystyle \Phi _{W}=\int {\rho (\mathbf {x} ',t)\rho (\mathbf {x} '',t)(x-x')_{i} \over |\mathbf {x} -\mathbf {x} '|^{3}}\left({(x'-x'')^{i} \over |\mathbf {x} -\mathbf {x} '|}-{(x-x'')^{i} \over |\mathbf {x} '-\mathbf {x} ''|}\right)d^{3}x'd^{3}x''}
{\displaystyle A=\int {\rho (\mathbf {x} ',t)\left(\mathbf {v} (\mathbf {x} ',t)\cdot (\mathbf {x} -\mathbf {x} ')\right)^{2} \over |\mathbf {x} -\mathbf {x} '|^{3}}d^{3}x'}
{\displaystyle \Phi _{1}=\int {\rho (\mathbf {x} ',t)\mathbf {v} (\mathbf {x} ',t)^{2} \over |\mathbf {x} -\mathbf {x} '|}d^{3}x'}
{\displaystyle \Phi _{2}=\int {\rho (\mathbf {x} ',t)U(\mathbf {x} ',t) \over |\mathbf {x} -\mathbf {x} '|}d^{3}x'}
{\displaystyle \Phi _{3}=\int {\rho (\mathbf {x} ',t)\Pi (\mathbf {x} ',t) \over |\mathbf {x} -\mathbf {x} '|}d^{3}x'}
{\displaystyle \Phi _{4}=\int {p(\mathbf {x} ',t) \over |\mathbf {x} -\mathbf {x} '|}d^{3}x'}
{\displaystyle V_{i}=\int {\rho (\mathbf {x} ',t)v(\mathbf {x} ',t)_{i} \over |\mathbf {x} -\mathbf {x} '|}d^{3}x'}
{\displaystyle W_{i}=\int {\rho (\mathbf {x} ',t)\left(\mathbf {v} (\mathbf {x} ',t)\cdot (\mathbf {x} -\mathbf {x} ')\right)(x-x')_{i} \over |\mathbf {x} -\mathbf {x} '|^{3}}d^{3}x'}
on {\displaystyle \rho } és la densitat de massa en repòs, {\displaystyle \Pi } és l'energia interna per unitat de massa en repòs, {\displaystyle p} és la pressió mesurada en un sistema de referència local en caiguda lliure que es mou momentàniament amb la matèria, i {\displaystyle \mathbf {v} } és la velocitat coordenada de la matèria.
El tensor tensió-energia per a un fluid perfecte pren forma
{\displaystyle T^{00}=\rho (1+\Pi +\mathbf {v} ^{2}+2U)}
{\displaystyle T^{0i}=\rho (1+\Pi +\mathbf {v} ^{2}+2U+p/\rho )v^{i}}
{\displaystyle T^{ij}=\rho (1+\Pi +\mathbf {v} ^{2}+2U+p/\rho )v^{i}v^{j}+p\delta ^{ij}(1-2\gamma U)}